# Desa Sukahati (administrativ by i Indonesien, lat -6,52, long 106,89)
Desa Sukahati är en administrativ by i Indonesien.   Den ligger i provinsen Jawa Barat, i den västra delen av landet, 30 km söder om huvudstaden Jakarta.